# Muazzez İlmiye Çığ
Muazzez İlmiye Çığ (Bursa, 20 juni 1914 – Mersin, 17 november 2024) was een Turks archeologe met als specialisatie de geschiedenis van de oude Soemeriërs, die vijfduizend jaar geleden een hoog ontwikkelde beschaving hadden in het huidige Irak.

## Levensloop
Haar ouders waren Turkse vluchtelingen uit de Krim die na enkele verhuizingen kwamen te wonen in Bursa. Hier werd ze geboren en kreeg ze les op een privéschool waar ze ook leerde Frans spreken en viool spelen. Van 1926 tot 1931 studeerde ze aan de Bursa Kız Muallim Mektebi, een pedagogische academie in Bursa. Ze was daarna een kleine vijf jaar lang lerares aan een school in Eskişehir.
Daarna begon ze aan een studie in hettitologie aan de Universiteit van Ankara. De twee specialisten op dit gebied waren de Joods-Duitse hoogleraren Hans Gustav Güterbock en Benno Landsberger, beiden vluchtelingen uit nazi-Duitsland die zich tijdens de Tweede Wereldoorlog ophielden in Turkije.
Na het behalen van haar academische graad in 1940 begon ze een carrière van enkele tientallen jaren bij het Museum van het Oude Midden-Oosten, een van de drie van dergelijke instituten die samen het Archeologisch museum van Istanbul vormen. Ze ontwikkelde zich hier als specialist in kleitabletten in spijkerschrift, die met duizenden onvertaald opgeslagen lagen in de archieven. Ze bracht veel artikelen, boeken en andere publicaties uit. Çığ heeft drieduizend in spijkerschrift geschreven antieke kleitabletten vertaald.
Rond 2005 kwam ze in opspraak toen ze schreef dat het eerste gebruik van de hoofddoek terug te voeren was op de Sumerische bevolking, waar tempelprostituees, die jongeren seksueel inwijdden, een hoofddoek droegen om hen te onderscheiden van de priesteressen. Met die theorie wekte zij de woede van de fundamentalistische advocaat Yusuf Akin, die haar aanklaagde omdat ze volgens hem islamitische vrouwen had beledigd. Ze werd in 2006 aangeklaagd wegens het verbreiden van religieuze vijandschap (casu quo belediging van de islam). Hiervoor werd ze niettemin na een kort proces vrijgesproken.
Çığ kreeg ondersteuning van vijftien advocaten. Bij het gerechtsgebouw zei ze: „Ik ben iemand van de Atatürk-revolutie en als Turkse vrouw probeer ik mensen bijeen te brengen; ik ben niet iemand die probeert haat te zaaien.” Eerder had zij een oproep gedaan aan de vrouw van toenmalig premier Erdoğan om niet langer een hoofddoek te dragen.
Çığ overleed op 17 november 2024 op 110-jarige leeftijd.